# Lưu Bột Lân
Lưu Bột Lân (giản thể: 刘勃麟; phồn thể: 劉勃麟; bính âm: Liú Bólín, Liu Bolin) là một nghệ sĩ đương đại người Trung Quốc, còn được biết tới qua nghệ danh Người vô hình (The Invisible Man). Có triển lãm ở nhiều nơi trên thế giới, anh được biết tới nhiều nhất qua các tác phẩm nghệ thuật trình diễn như loạt ảnh Ẩn mình trong thành phố (Hiding in the City) trong đó anh sử dụng quần áo và hoá trang đặc biệt để biến mình thành một phần không thể phân biệt của môi trường đô thị.

## Tiểu sử
Lưu Bột Lân sinh năm 1973 tại tỉnh Sơn Đông, Trung Quốc. Tốt nghiệp Học viện Mỹ thuật Trung ương Trung Quốc năm 2001, anh thuộc về thế hệ các nghệ sĩ đương đại của Trung Quốc tạo dựng danh tiếng từ thập niên 1990, khi Trung Quốc đã thoát ra khỏi giai đoạn giải quyết hậu quả của Cách mạng Văn hoá và trải qua một giai đoạn kinh tế phát triển nhanh trong điều kiện chính trị tương đối ổn định.
Bắt đầu thực hiện các tác phẩm nghệ thuật trình diễn từ năm 1998, Lưu Bột Lân đã dần dần tạo dựng được danh tiếng ở tầm quốc tế với nhiều tác phẩm nhiếp ảnh ghi lại những khoảnh khắc nghệ thuật trình diễn của Lưu được trưng bày ở các triển lãm và phòng trưng bày nhiếp ảnh đương đại lớn như Les Rencontres d'Arles ở Pháp hay Dashanzi Art Zone ở Trung Quốc, Galerie Bertin-Toublanc ở Pháp, Klein Sun Gallery ở Hoa Kỳ,, Boxart Gallery ở Ý, Forma Foundation for Photography ở Ý.